# حساب قشرة

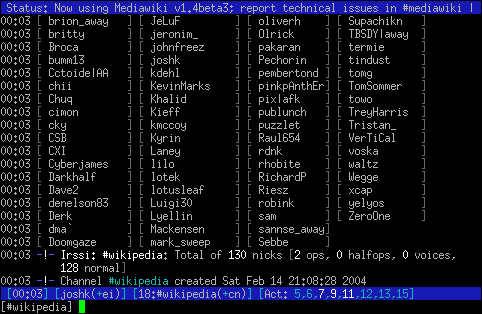
برنامج آي آر إس إس آي يعمل في طرفية حساب صدفة

حساب الصدفة (بالإنجليزية: Shell account)‏ هو حساب شخصي (في الأغلب مجاني) يمنح المستخدمين حق الوصول إلى خادم شبيه يونكس عن طريق صدفة قشرة آمنة. حساب الصدفة هذا يمكن أن يستعمل للكثير من المهام، مثل اكتشاف أنظمة تشغيل جديدة، تشغيل بوتات آي آر سي أو برمجيات الطرفية (مثل Irssi, Mutt, Elinks.. إلخ)، في أغلب الأحيان طلبات تسجيل عضويات حسابات الصدفة تكون معقدة ومملة بعض الشيء خصوصا للمبتدئين لأن أغلب مالكي خوادم حسابات الصدفة يفرضون شروط مثل المشاركة في قناة الآي آر سي الخاصة بالخادم أو إرسال معلومات قد تفضح بعض بيانات صاحب العضوية.

## وصلات خارجية
- قائمة بأشهر موفري حسابات الصدفة
- قائمة حرة قذيفة موفري